# Liste von Persönlichkeiten der Stadt Külsheim
Diese Liste von Persönlichkeiten der Stadt Külsheim zeigt die Bürgermeister, Ehrenbürger, Söhne und Töchter der Stadt Külsheim und deren Stadtteile (Külsheim mit der Stadt Külsheim, den Wohnplätzen Gewerbepark und Roter Rain sowie dem aufgegebenen Weiler Wolferstetten, Eiersheim, Hundheim mit dem Dorf Hundheim und den Höfen Birkhof und Tiefental(er Hof) sowie der Denkmalsiedlung, Steinbach mit dem Dorf Steinbach und den Höfen Hinterer Meßhof und Vorderer Meßhof, Steinfurt und Uissigheim mit der Maisenbachsiedlung), sowie weitere Persönlichkeiten, die mit Külsheim verbunden sind. Die Liste erhebt keinen Anspruch auf Vollständigkeit.

## Ehrenbürger

### Ehrenbürger der Stadt Külsheim
Folgenden Personen, die sich in besonderer Weise um das Wohl oder das Ansehen der Kommune verdient gemacht haben, verlieh die Stadt Külsheim das Ehrenbürgerrecht:
- Erhard Junghans (1925–2005), von 1957 bis 1979 Bürgermeister von Külsheim
- Roland Dagnaud, ehemaliger Bürgermeister der Külsheimer Partnerstadt Moret-sur-Loing, Frankreich, für seine Bemühungen um die Städtepartnerschaft, Ehrenbürger seit dem 8. Mai 1989.
- Günther Kuhn (* 1943), ehemaliger Kommunalpolitiker (CDU), von 1979 bis 2011 Bürgermeister von Külsheim, Ehrenbürger seit 2011.

### Ehrenbürger in den Stadtteilen
- Wilhelm August Berberich (1861–1929), Pädagoge und Dichter. Am 16. Mai 1926 wurde ihm als Erstem die Ehrenbürgerwürde von Uissigheim zuteil.
- Friedrich Hemmer (1903–1993), Pfarrer in Eiersheim, Ehrenbürger seit 1989.
- Helmut Lauf, Uissigheim
- Adolf Haag, Uissigheim

## Söhne und Töchter der Stadt
Folgende Personen wurden in Külsheim (bzw. in einem Stadtteil des heutigen Stadtgebiets von Külsheim) geboren:

### 18. Jahrhundert
- Melchior Philipp Karl Baumann (* 1794; † 1870 in Pirmasens), Kaufmann und Politiker

### 19. Jahrhundert
- Wendelin Grimm (* 1818 in Külsheim; † 1890 in den USA), Pionier der Landwirtschaft in den USA[2]
- Julius Seitz (* 1847; † 1912 in Freiburg im Breisgau), Bildhauer[3]
- Wilhelm August Berberich (* 1861 in Uissigheim; † 1929), Pädagoge und Dichter, in Uissigheim geboren
- Johann Baptist Knebel (* 1871 in Uissigheim; † 1944), Dekan und Ehrendomherr, in Uissigheim geboren
- Maria Julitta Ritz (* 1882 in Uissigheim; † 1966), Ordensfrau und Mystikerin, in Uissigheim geboren
- Alois Grimm (* 1886; † 1944 in Berlin), Geistlicher (Jesuitenpater),[4] nach ihm wurde die städtische Pater-Alois-Grimm-Schule benannt
- Robert Traub (* 1886; † 1959 in Salzburg), Künstler, Fotograf.[5]
- Richard Schneider (* 1893 in Hundheim; † 1987 in Buchen), Geistlicher
- August Spengler (* 1893 in Külsheim; † 1984 in Bad Wörishofen), Arzt, Dozent.[6]

### 20. Jahrhundert
- Kurt A. Heller (* 1931), Psychologe und Autor

## Sonstige mit Külsheim in Verbindung stehende Persönlichkeiten

### 15. Jahrhundert
Hundheim
- Hans Irrmut, 1427, Sohn des Gernot Irrmut besitzt das Mannlehen u. den Zehnt von Hundheim, Archiv BW, G-Rep.100 1427 Sept.19

### 19. Jahrhundert
Gefallene Soldaten des Gefechts bei Hundheim (1866)
Die im Ortsteil Hundheim gefallenen badischen Soldaten des Gefechts bei Hundheim während des Deutschen Krieges im Rahmen des Mainfeldzugs am 23. Juli 1866 wurden auf einem Kriegerdenkmal verewigt.

### 20. Jahrhundert
- Ludwig Hofmann (Prälat) (1900–1982), Theologe, Prälat[7]

Während der NS-Zeit ermordete Einwohner (1933–1945)
Die während der Zeit des Nationalsozialismus von 1933 bis 1945 ermordeten Einwohner von Külsheim werden im Artikel der jüdischen Gemeinde Külsheim erwähnt.